# Grad Nijerborch
 Grad Nijerborch  je izginuli grad, ki je nekoč stal vzhodno Randwijka na cesti v  Heteren v Overbetuwe. Ime se pojavlja v številnih zapisanih oblikah, kot so "Nyenborch", "Nienborch", "Nijenborg", "Nijenburg" in "Neijburg". Cesta, ki zdaj poteka mimo lokacije, se imenuje Nijburgsestraat. Grad je dal porušiti vojvoda Karel Gelderski leta 1520, nakar ni bil več pozidan. 

## Zgodovina
Od leta 1372 so grad in pripadajoča zemljišča znana kot last gospoda Henrika Homoetskega, nato preidejo v last gospodov Wischskih. Leta 1486 so postala Berška last, ko jih je Henrik Wischski po kratki hipoteki prodal grofu Oswaldu I. Tega leta je Henrik Wischski grofu Osvald I. Berškemu prodal tudi polovico gospostva Wisch, gospoščino Homoet in gospoščinske pravice v deželi Zutphen.
Leta 1499 je vojvoda Karel Gelderski prevzel v posest številne posesti Berških, vključno z gradom Nijerborch. To je storil, ker se je grof Osvald postavil na nadvojvodovo stran v sporu med njim in avstrijskim nadvojvodo Maksimiljanom I. Septembra 1500 je Karel Gelderski ukazal grad porušiti, vendar se to ni zgodilo, saj sta mesec dni kasneje vojvoda Karel in grof Osvald sklenila sporazum. Gradu so prizanesli, vendar ga je grof Osvald moral predati vojvodi Karlu skupaj z ostalimi posesti v Overbetuwe, ki jih je kupil od Henrika Wischskega.
Spopad se je nadaljeval, dokler vojvoda Karel leta 1515 ni odpustil , kar so v njegovih očeh zagrešili grof Osvald (umrl 1506 ) in njegova sinova Viljem (umrl 1511 ) in Friderik (umrl 1513 ). Novi grof Berški, mladoletni Osvald II.,naj bi ponovno pridobil Nijerborch takoj, ko bi postal polnoleten in prisegel zvestobo Karlu Gelderskemu. To se je zgodilo leta 1525 , vendar je šele leta 1544 cesar Karel V. kot vojvoda Gelderski vrnil deželo.
Gradu takrat ni bilo več, saj so ga v letih 1518 - 1522 podrli na ukaz Karla Gelderskega. Velik del kamnov so nato prepeljali čez Ren v Wageningen za gradnjo tamkajšnjega gradu. Po rušenju je v Nijerborchu ostala delujoča kmetija.
Najstarejši sin grofa Osvalda, grof Viljem IV., je leta 1546 podedoval preostanek Nijerborcha , a ga je leta 1560 prenesel na svojega brata Osvalda. Umrl je tri leta pozneje, potem pa je pripadlo grofu Viljemu IV. Po tem je Nijerborch podedovala glavna veja grofov Berških, dokler je princ Anton Alois leta 1797 ni prodal Johanu Ockhorstu in njegovi ženi Cornelii Sanders .
Podobe gradu niso ohranjene. Po rušenju v letih 1518–1522 je poleg podzemnega obzidja ostal dvojni jarek, ločen z visokim zemljanim zidom, kakršnega je imel tudi 's-Heerenberg. Velik del tega je še obstajal, ko je pozimi 1952 eden od lastnikov ukazal prestaviti nasip v kanale. Po preiskavi takratnega državnega urada za arheološke raziskave tal leta 1985 so bili kanali in zid leta 1986 obnovljeni v stanje iz leta 1952.